# Space Sweepers
Pour plus de détails, voir Fiche technique et Distribution.
Space Sweepers (hangeul : 승리호 ; RR : Seungriho, littéralement « Un vaisseau nommé Victoire ») est un film de science-fiction sud-coréen coécrit et réalisé par Jo Sung-hee, sorti en 2021.

## Synopsis
En 2092, la Terre est devenue presque inhabitable. Un équipage d'un vaisseau de nettoyage de déchets spatiaux, baptisé « Victory », découvre un robot humanoïde qui se fait appeler Dorothy, qui est aussi une arme de destruction massive : ils s'engagent dans une transaction commerciale risquée.

## Fiche technique
Sauf indication contraire ou complémentaire, les informations mentionnées dans cette section peuvent être confirmées par la base de données KMDb.
- Titre original : 승리호
- Titre international : Space Sweepers
- Réalisation : Jo Sung-hee
- Scénario : Jo Sung-hee et Mokan
- Musique : Kim Tae-seong
- Décors : Jang Gen-young
- Costumes : Gwak Jeong-ae
- Photographie : Byun Bong-sun
- Son : Choi Tea-young
- Montage : Nam Na-young et Ha Mi-ra
- Production : Kim Soo-jin et Yoon In-beom
- Sociétés de production : Bidangil Pictures ; Dexter Studios (coproduction)
- Société de distribution : Netflix (international)
- Budget : 24 milliards de wons[1]
- Pays d’origine :  Corée du Sud
- Langue originale : coréen
- Format : couleur
- Genres : Action, aventure et science-fiction
- Durée : 136 minutes
- Date de sortie :
  - Monde : 5 février 2021 (Netflix)
- Classification :
  - France : Interdit aux moins de 16 ans

## Distribution
- Song Joong-ki (VF : Yoann Sover) : Tae-ho
- Kim Tae-ri (VF : Célia Asensio) : la capitaine Jang
- Jin Seon-kyu (en) (VF : Franck Sportis) : Tiger Park
- Yoo Hae-jin (VF : Benjamin Pascal) : Robot Bubs
- Richard Armitage : James Sullivan
- Kim Mu-yeol (en) : Kang Hyeon-u
- Park Ye-rin (ko) (VF : Emmylou Homs) : Dorothy / Kang Kot-nim
- Oh Ji-yul (ko) : Soon-i, fille adoptée de Tae-ho
- Oh Yoon-soo : la mère de Soon-i
- Kim Dae-han (ko) : le second chercheur
- Kevin Dockry (VF : Marc Arnaud) : Pierre
- Daniel Joey Albright : le journaliste
- Anupam Tripathi : l'assistant de James Sullivan

 Source et légende : version française (VF) sur RS Doublage

## Production

### Genèse et développement
Jo Sung-hee commence à écrire le script dix ans avant la sortie du film, inspiré du récit d’un ami sur des dangers des déchets spatiaux. Le premier titre de travail du film est Lightning Arc (hangeul : 번개호 ; RR : Beongaeho, littéralement « Foudre »).
En mai 2019, la société multinationale chinoise Huayi Tencent investit 4,2 million de dollars pour le besoin du film. La société d'effets visuels Dexter Studios, qui est à l'origine de la production des films d'action Along With the Gods : Les Deux Mondes (신과함께-죄와 벌) de Kim Yong-hwa (2017) et Destruction finale (백두산) de Kim Byeong-seo et Lee Hae-joon (2019), est engagée pour compléter le film.

### Attribution des rôles
En juin 2018, il est annoncé que Song Joong-ki accepte de jouer dans le film de Jo Sung-hee, marquant leur deuxième collaboration après A Werewolf Boy (늑대소년) en 2012.
En janvier 2019, Kim Tae-ri est engagée pour incarner la capitaine du vaisseau spatial. Elle est rejointe par Jin Seon-kyu (en) en avril puis Yoo Hae-jin en juin, qui renforcent l'équipage,. En juillet, il est révélé que l'acteur anglais Richard Armitage joue dans Space Sweepers, participant à son premier film sud-coréen,.

### Tournage
Le tournage débute le 3 juillet et se termine le 2 novembre 2019.